# Lesław Półtorak
Lesław Półtorak ps. Zawicki (ur. 1907, zm. 1944) – porucznik Wojska Polskiego, podczas kampanii wrześniowej służył w 74 pułku piechoty. W niewoli radzieckiej, uciekł z obozu jenieckiego w Kiriszino. Od początku 1940 roku współorganizator struktur państwa podziemnego na terenie Skarżyska-Kamiennej a od 1942 roku ich formalny dowódca. Odpowiedzialny za akcje sabotażowe na terenie obecnego powiatu skarżyskiego. Aresztowany w 1944 r. przez Gestapo zmarł w trakcie brutalnego śledztwa.